# Bolboceratex transvaalicus
Bolboceratex transvaalicus là một loài bọ cánh cứng trong họ Geotrupidae. Loài này được Petrovitz miêu tả khoa học năm 1974.